# Robert B. Laughlin
Pour les articles homonymes, voir Laughlin.
Robert Betts Laughlin (1er novembre 1950 à Visalia, Californie) est un physicien américain. En 1998, il a reçu, conjointement avec Horst L. Störmer et Daniel Tsui, le prix Nobel de physique pour ses travaux sur l'effet Hall quantique fractionnaire.

## Biographie
Robert Laughlin est professeur à l'université Stanford depuis 1985. Il a publié en 2005 un ouvrage intitulé Un univers différent (A Different Universe: Reinventing Physics from the Bottom Down) où il critique le réductionnisme et défend le concept d'émergence.
Il reçoit en 1986 le prix Oliver E. Buckley de la matière condensée décerné par l'American Physical Society. Il est colauréat avec Horst L. Störmer et Daniel Tsui du prix Nobel de physique de 1998 « pour leurs découvertes d'une nouvelle forme de liquide quantique possédant des excitations de charges fractionnaires ».

## Publications
- Robert Laughlin (trad. de l'anglais par Paul Chemla), Un univers différent [« Different universe : reinventing physics from the bottom down »], Paris, Fayard, coll. « Temps des sciences », 2005, 312 p. (ISBN 978-2-213-62555-3 et 2-213-62555-7, OCLC 72778712, BNF 40101882)